# 1-я армия (Италия, 1943)
1-я армия (итал. 1 Armata), 5 февраля−13 мая 1943 — армия Королевства Италия, принимавшая участие во Второй мировой войне на территории Туниса.
Если говорить о Второй мировой войне, то это уже 2-е формирование армии с таким наименованием. (В Первой мировой войне в Италии также существовала армия с таким наименованием.)
Армия сформирована в Тунисе 5 февраля 1943 на основе итало-немецкой танковой армии и включена в состав группы армий Африка. После разгрома союзных немецких войск и падения города Туниса в ходе Тунисской кампании части армии ещё некоторая время удерживали линию Энфидавиль. 13 мая 1943 года капитулировала британским войскам.

## Командующие армией
- маршал Джованни Мессе (февраль−май 1943)